# Parafia Przemienienia Pańskiego w Trawach
Parafia Przemienienia Pańskiego w Trawach – parafia rzymskokatolicka należąca do dekanatu stanisławowskiego, diecezji warszawsko-praskiej, metropolii warszawskiej Kościoła katolickiego. W parafii posługują księża diecezjalni. 

## Kaplica
Parafia ta obsługuje również Kaplicę Miłosierdzia Bożego w Radoszynie, znajdującą się na terenie parafii św. Jana Chrzciciela w Pniewniku. 

## Obszar parafii
W granicach parafii znajdują się miejscowości:: Adampol, Marysin, Nowy Świętochów, Szamocin, Trawy, Wiktoria.